# Dieter Schué
Dieter Schué (* 16. Juli 1940 in Tilsit) ist ein deutscher Schriftsteller.

## Leben
Schué verbrachte seine Kindheit in Aachen. Nach dem Abitur absolvierte er ein Germanistik-Studium in Fribourg, Hamburg und Freiburg, anschließend ein Volontariat bei einer Zeitung in Essen. Die folgenden Jahre arbeitete Schué zunächst als Internatserzieher in Carlsburg, Scheeßel, Marienau und auf der Ostfriesischen Insel Langeoog. Seit 1987 ist er als freischaffender Autor und Kolumnist tätig.
Er verfasst Reise-Essays, Erzählungen und Satiren. Einem breiten Leserkreis wurde er vor allem durch seine Jugendbücher aus dem Rowohlt-Verlag bekannt, in die er seine Erfahrungen als Erzieher einfließen ließ.

## Werke (Auswahl)
- 1984: Verdammtes Herzklopfen, Reinbek: Rowohlt.
- 1985: Wie ich garantiert mein Taschengeld verdoppele, Hamburg: Kabel.
- 1986: Der Kinderprinz, Reinbek: Rowohlt.